# 정전론
정전론(井田論)은 정약용이 경세유표에서 제기한 토지제도 개혁안의 하나이다.

## 연원
원래 정전제(井田制)는 중국의 하(夏)·은(殷)·주(周) 삼대(三代)에 실시되었다고 하는 토지제도로서 일리(一理) 사방의 토지를 우물정(井)자 모양으로 아홉 등분하여 중앙의 한 구역은 공전(公田)으로 하고, 주위의 여덟 구역은 사전(私田)으로 하였다. 그 사전은 여덟 농가에 나누어 사유로 맡겨 경식(耕食)하게 하고 공전은 여덟 집에서 공동으로 경작하여 그 수확을 국가에 바치도록 하였다는 것이다. 정약용은 정전제 그대로의 실시는 불가능하나 그 정신을 살려서 실시할 수 있다고 정전론을 제기하였다.

## 내용
토지 분배의 대상의 기본 단위는 구성원이 5인 이상이고 그 절반 이상이 노동력을 가진 농가 1호(戶)를 원칙으로 한다. 그러한 농가 1호는 100묘의 토지를 받는다. 가족 구성원이 2인인 경우에는 25묘를 분배받을 수 있고, 그 중간에 위치하는 농가는 각기 그 경작 능력에 따라 100~25묘 사이의 적당한 묘수를 배당받는다.
그리고 이러한 토지의 재분배가 가능하려면 토지의 국유화가 선행되어야 하는데, 그는 점진적인 토지 국유화의 추진을 구상하였다. 우선은 궁사전(宮司田)·아문둔전(衙門屯田) 등의 국유지적인 토지를 정전으로 편입시키며 민전지에서는 우선 공전으로 할 구역만이라도 국가 재정으로 사들이며, 다음에는 국고금·헌금·광산 수익금 등으로 점차 민전지를 사들여서 토지를 국유화한다는 것이다. 이와 같은 정약용의 정전론의 목적은 나라 안의 전 토지를 국유화함으로써 지주전호제를 철폐하며 경작능력에 응하여 토지를 재분배함으로써(경자유전) 독립 자영농 체제를 수립하려는 것이었다.
그러나 그 방법으로는 현실의 지주전호제를 인정한 속에서 경작지의 재분배에서 출발하여 점진적으로 목적에 도달하려는 것이었다. 그는 지주가 있는 경작지의 경우에는 그 지대를 국가가 통제한다는 장치도 마련하고 있었다.

## 같이 보기
- 정약용
- 경세유표